# Anders Palm (jurist)
Anders Kristoffer Palm, född 13 december 1933 i Lund, död 28 juli 2019 i Ulricehamn, var en svensk jurist som var lagman i olika tingsrätter från 1979 till sin pensionering 1998.
Palm blev juris kandidat 1958 och genomförde tingstjänstgöring 1958–1961, innan han blev fiskal vid hovrätten för Nedre Norrland 1961. Han blev rådman vid Norrköpings tingsrätt 1971, var lagman i Jämtbygdens tingsrätt 1979-1981, i Östersunds tingsrätt 1982-1985 samt i Växjö tingsrätt 1985-1998.
Palm var son till forskningschef Thede Palm och hans maka Elisabeth, född Wrangel. Han var från 1967 gift med sjuksköterskan Gudrun, född Wessborn 1929.